# Llista de monuments de Santa Coloma de Cervelló
Llista de monuments de Santa Coloma de Cervelló inclosos en l'Inventari del Patrimoni Arquitectònic Català per al municipi de Santa Coloma de Cervelló (Baix Llobregat). Inclou els inscrits en el Registre de Béns Culturals d'Interès Nacional (BCIN) amb la classificació de monuments històrics i els Béns Culturals d'Interès Local (BCIL) de caràcter arquitectònic.
La Cripta de la Colònia Güell forma part, a més, del conjunt d'obres d'Antoni Gaudí declarat Patrimoni de la Humanitat per la UNESCO.
| Monument                                                               | Protecció         | Estil/època                       | Localització                                                         | Coordenades                                          | Codi?         | Imatge |
| ---------------------------------------------------------------------- | ----------------- | --------------------------------- | -------------------------------------------------------------------- | ---------------------------------------------------- | ------------- | --- |
| Cripta de la Colònia Güell, Parròquia del Sagrat Cor                   | PH BCIN 184-MH-EN | Modernisme Antoni Gaudí XIX-XX    | Santa Coloma de Cervelló C. del Bosc, 6. Colònia Güell               | 41° 21′ 50″ N, 2° 01′ 40″ E / 41.363828°N,2.027819°E | RI-51-0003825 | Cripta de la Colònia Güell (Santa Coloma de Cervelló) · Vegeu més fotos d'aquest monument · Carregueu una nova foto d'aquest monument         |
| Torre Salvana, Torre d'Eles, Quadra de Sacort                          | BCIN 1392-MH-EN   | Historicisme XI-XIX               | Santa Coloma de Cervelló                                             | 41° 21′ 57″ N, 2° 01′ 44″ E / 41.365917°N,2.028756°E | RI-51-0005684 | Torre Salvana (Santa Coloma de Cervelló) · Vegeu més fotos d'aquest monument · Carregueu una nova foto d'aquest monument                      |
| Colònia Güell: conjunt                                                 | BCIN 1876-CH-EN   | Modernisme XIX Final              | Santa Coloma de Cervelló                                             | 41° 21′ 42″ N, 2° 01′ 47″ E / 41.36166°N,2.0296°E    | RI-53-0000402 | Colònia Güell (Santa Coloma de Cervelló) · Vegeu més fotos d'aquest monument · Carregueu una nova foto d'aquest monument                      |
| Església parroquial de Santa Coloma de Cervelló                        |                   | Romànic Medieval, XVI             | Santa Coloma de Cervelló Carrer l'Església, 18                       | 41° 22′ 00″ N, 2° 00′ 54″ E / 41.366554°N,2.014875°E | IPA-18929     | Església parroquial de Santa Coloma de Cervelló · Vegeu més fotos d'aquest monument · Carregueu una nova foto d'aquest monument               |
| Colònia Güell: Biblioteca Joaquim Folguera, Centre Cultural Sant Lluís |                   | Modernisme XX                     | Santa Coloma de Cervelló C. Aranyó, 12-14, Colònia Güell             | 41° 21′ 43″ N, 2° 01′ 38″ E / 41.361905°N,2.027208°E | IPA-18931     | Biblioteca Joaquim Folguera (Santa Coloma de Cervelló) · Vegeu més fotos d'aquest monument · Carregueu una nova foto d'aquest monument        |
| Ca l'Ordal                                                             |                   | Modernisme XX                     | Santa Coloma de Cervelló Pl. Anselm Clavé, 1, 1A i 1B, Colònia Güell | 41° 21′ 44″ N, 2° 01′ 42″ E / 41.362305°N,2.028352°E | IPA-18932     | Ca l'Ordal (Santa Coloma de Cervelló) · Vegeu més fotos d'aquest monument · Carregueu una nova foto d'aquest monument                         |
| Colònia Güell: Casa del Mestre                                         |                   | Modernisme XX Inici               | Santa Coloma de Cervelló C. Barrau, 27, Colònia Güell                | 41° 21′ 38″ N, 2° 01′ 34″ E / 41.36052°N,2.026111°E  | IPA-18933     | Casa del Mestre (Santa Coloma de Cervelló) · Vegeu més fotos d'aquest monument · Carregueu una nova foto d'aquest monument                    |
| Colònia Güell: Casa del Metge, Ca l'Espinal, Can Mercader              |                   | Modernisme XX Inici               | Santa Coloma de Cervelló C. Monturiol, 9, Colònia Güell              | 41° 21′ 38″ N, 2° 01′ 38″ E / 41.36069°N,2.0272°E    | IPA-18934     | Ca l'Espinal (Santa Coloma de Cervelló) · Vegeu més fotos d'aquest monument · Carregueu una nova foto d'aquest monument                       |
| Colònia Güell: Casa Parroquial                                         |                   | Modernisme XX Inici               | Santa Coloma de Cervelló Bosc, 5, Colònia Güell                      | 41° 21′ 52″ N, 2° 01′ 41″ E / 41.364428°N,2.028099°E | IPA-18935     | Casa Parroquial (Santa Coloma de Cervelló) · Vegeu més fotos d'aquest monument · Carregueu una nova foto d'aquest monument                    |
| Colònia Güell: Conjunt carrer Barrau                                   |                   | Modernisme, Obra popular XX Inici | Santa Coloma de Cervelló C. Barrau, Colònia Güell                    | 41° 21′ 40″ N, 2° 01′ 38″ E / 41.361207°N,2.027195°E | IPA-18936     | Conjunt carrer Barrau (Santa Coloma de Cervelló) · Vegeu més fotos d'aquest monument · Carregueu una nova foto d'aquest monument              |
| Colònia Güell: Conjunt carrer Aranyó                                   |                   | Modernisme XX Inici               | Santa Coloma de Cervelló C. Aranyó, 23-29, Colònia Güell             | 41° 21′ 44″ N, 2° 01′ 42″ E / 41.362305°N,2.028352°E | IPA-18937     | Conjunt carrer Aranyó (Santa Coloma de Cervelló) · Vegeu més fotos d'aquest monument · Carregueu una nova foto d'aquest monument              |
| Colònia Güell: Conjunt carrer Malvehy, 15-19                           |                   | Modernisme, Historicisme XX Inici | Santa Coloma de Cervelló C. Malvehy, 15-19, Colònia Güell            | 41° 21′ 39″ N, 2° 01′ 40″ E / 41.360951°N,2.027755°E | IPA-18938     | Conjunt carrer Malvehy, 15-19 (Santa Coloma de Cervelló) · Vegeu més fotos d'aquest monument · Carregueu una nova foto d'aquest monument      |
| Colònia Güell: Conjunt carrer Malvehy, 3-13                            |                   | Modernisme XX Inici               | Santa Coloma de Cervelló C. Malvehy, 3-13, Colònia Güell             | 41° 21′ 40″ N, 2° 01′ 41″ E / 41.361190°N,2.028094°E | IPA-18939     | Conjunt carrer Malvehy, 3-13 (Santa Coloma de Cervelló) · Vegeu més fotos d'aquest monument · Carregueu una nova foto d'aquest monument       |
| Colònia Güell: Conjunt d'habitatges del carrer Claudi Güell            |                   | Modernisme, obra popular XX Inici | Santa Coloma de Cervelló C. Claudi Güell, Colònia Güell              | 41° 21′ 45″ N, 2° 01′ 38″ E / 41.362633°N,2.027344°E | IPA-18940     | Conjunt carrer Claudi Güell (Santa Coloma de Cervelló) · Vegeu més fotos d'aquest monument · Carregueu una nova foto d'aquest monument        |
| Colònia Güell: Conjunt carrer Reixach                                  |                   | Modernisme XX Inici               | Santa Coloma de Cervelló C. Reixach, 1-5, Colònia Güell              | 41° 21′ 46″ N, 2° 01′ 41″ E / 41.362694°N,2.028019°E | IPA-18941     | Conjunt carrer Reixach (Santa Coloma de Cervelló) · Vegeu més fotos d'aquest monument · Carregueu una nova foto d'aquest monument             |
| Colònia Güell: Cooperativa                                             |                   | Modernisme XX Inici               | Santa Coloma de Cervelló C. Claudi Güell, 6, Colònia Güell           | 41° 21′ 46″ N, 2° 01′ 39″ E / 41.362745°N,2.027427°E | IPA-18942     | Cooperativa (Santa Coloma de Cervelló) · Vegeu més fotos d'aquest monument · Carregueu una nova foto d'aquest monument                        |
| Colònia Güell: Escola                                                  |                   | Modernisme XX Inici               | Santa Coloma de Cervelló C. Barrau, 27-48, Colònia Güell             | 41° 22′ 00″ N, 2° 00′ 54″ E / 41.366554°N,2.014875°E | IPA-18945     | Escola (Santa Coloma de Cervelló) · Vegeu més fotos d'aquest monument · Carregueu una nova foto d'aquest monument                             |
| Colònia Güell: Fites de pedra al carrer Monturiol                      |                   | Obra popular XX Inici             | Santa Coloma de Cervelló C. Monturiol, 20, Colònia Güell             | 41° 21′ 37″ N, 2° 01′ 39″ E / 41.360331°N,2.027407°E | IPA-18946     | Fites de pedra al carrer Monturiol (Santa Coloma de Cervelló) · Vegeu més fotos d'aquest monument · Carregueu una nova foto d'aquest monument |
| Colònia Güell: Habitatge al carrer Reixach, 7                          |                   | Modernisme XX Inici               | Santa Coloma de Cervelló C. Reixach, 7, Colònia Güell                | 41° 21′ 46″ N, 2° 01′ 41″ E / 41.362721°N,2.027961°E | IPA-18947     | Habitatge al carrer Reixach, 7 (Santa Coloma de Cervelló) · Vegeu més fotos d'aquest monument · Carregueu una nova foto d'aquest monument     |
| Colònia Güell: Habitatge a la plaça A. Clavé, Ca l'Elvira              |                   | Modernisme XX Inici               | Santa Coloma de Cervelló Pl. Anselm Clavé, 2, Colònia Güell          | 41° 21′ 45″ N, 2° 01′ 41″ E / 41.362557°N,2.028124°E | IPA-18948     | Ca l'Elvira (Santa Coloma de Cervelló) · Vegeu més fotos d'aquest monument · Carregueu una nova foto d'aquest monument                        |
| Colònia Güell: Jutjat, Casa del Secretari                              |                   | Noucentisme XX                    | Santa Coloma de Cervelló Claudi Güell, 1, Colònia Güell              | 41° 21′ 44″ N, 2° 01′ 40″ E / 41.362320°N,2.027817°E | IPA-18949     | Jutjat (Santa Coloma de Cervelló) · Vegeu més fotos d'aquest monument · Carregueu una nova foto d'aquest monument                             |
| Mas Güell, Can Soler de la Torre                                       |                   | Obra popular XVII, XX Inici       | Santa Coloma de Cervelló Av. Ferran Alsina, 1, Colònia Güell         | 41° 21′ 42″ N, 2° 01′ 47″ E / 41.361645°N,2.029641°E | IPA-18950     | Mas Güell (Santa Coloma de Cervelló) · Vegeu més fotos d'aquest monument · Carregueu una nova foto d'aquest monument                          |
| Colònia Güell: Monument a Eusebi Güell                                 |                   | Noucentisme XX Inici              | Santa Coloma de Cervelló Pl. Joan Güell, 8, Colònia Güell            | 41° 21′ 41″ N, 2° 01′ 39″ E / 41.361514°N,2.027608°E | IPA-18951     | Monument a Eusebi Güell (Santa Coloma de Cervelló) · Vegeu més fotos d'aquest monument · Carregueu una nova foto d'aquest monument            |
| Colònia Güell: Teatre Fontova                                          |                   | Modernisme, Historicisme XIX      | Santa Coloma de Cervelló Pl. Joan Güell, 5, Colònia Güell            | 41° 21′ 40″ N, 2° 01′ 40″ E / 41.361212°N,2.027681°E | IPA-18954     | Teatre Fontova (Santa Coloma de Cervelló) · Vegeu més fotos d'aquest monument · Carregueu una nova foto d'aquest monument                     |
| Can Roc                                                                | BCIL 2019         | Obra popular XVIII                | Santa Coloma de Cervelló Pl. de la Constitució, 4                    | 41° 22′ 08″ N, 2° 00′ 56″ E / 41.36900°N,2.01555°E   | IPA-52578     | Carregueu una nova foto d'aquest monument |